# Nim
Nim er en lille by i Østjylland med 777 indbyggere  (2025). Nim er beliggende syv kilometer sydøst for Brædstrup og 15 kilometer nordvest for Horsens. Byen ligger i Region Midtjylland og hører til Horsens Kommune.
Nim er beliggende i Nim Sogn og Nim Kirke ligger i byen.
I en grusgrav ved Nim er fundet lerkar og bronzesager fra ældste jernalder.